# Copa Colombia 2024
La Copa Colombia 2024 (conocida como Copa BetPlay Dimayor 2024 por motivos de patrocinio) fue la vigésimo segunda edición del torneo nacional de Copa organizado por la División Mayor del Fútbol Colombiano que enfrenta a los clubes de las categorías Primera A y Primera B del fútbol en Colombia. La competición inició el 5 de marzo y finalizó el 15 de diciembre de 2024.
Atlético Nacional ganó su séptimo título en la competición y segundo consecutivo al derrotar al América de Cali en la final.
Aunque al equipo 'Verdolaga' le correspondía como campeón un cupo en la fase 1 de la Copa Sudamericana 2025, este fue otorgado a uno de los mejores ubicados en la tabla de reclasificación 2024, obteniendo el cupo América de Cali. Lo anterior luego de que Atlético Nacional se coronara campeón del Torneo Finalización 2024.

## Sistema de juego

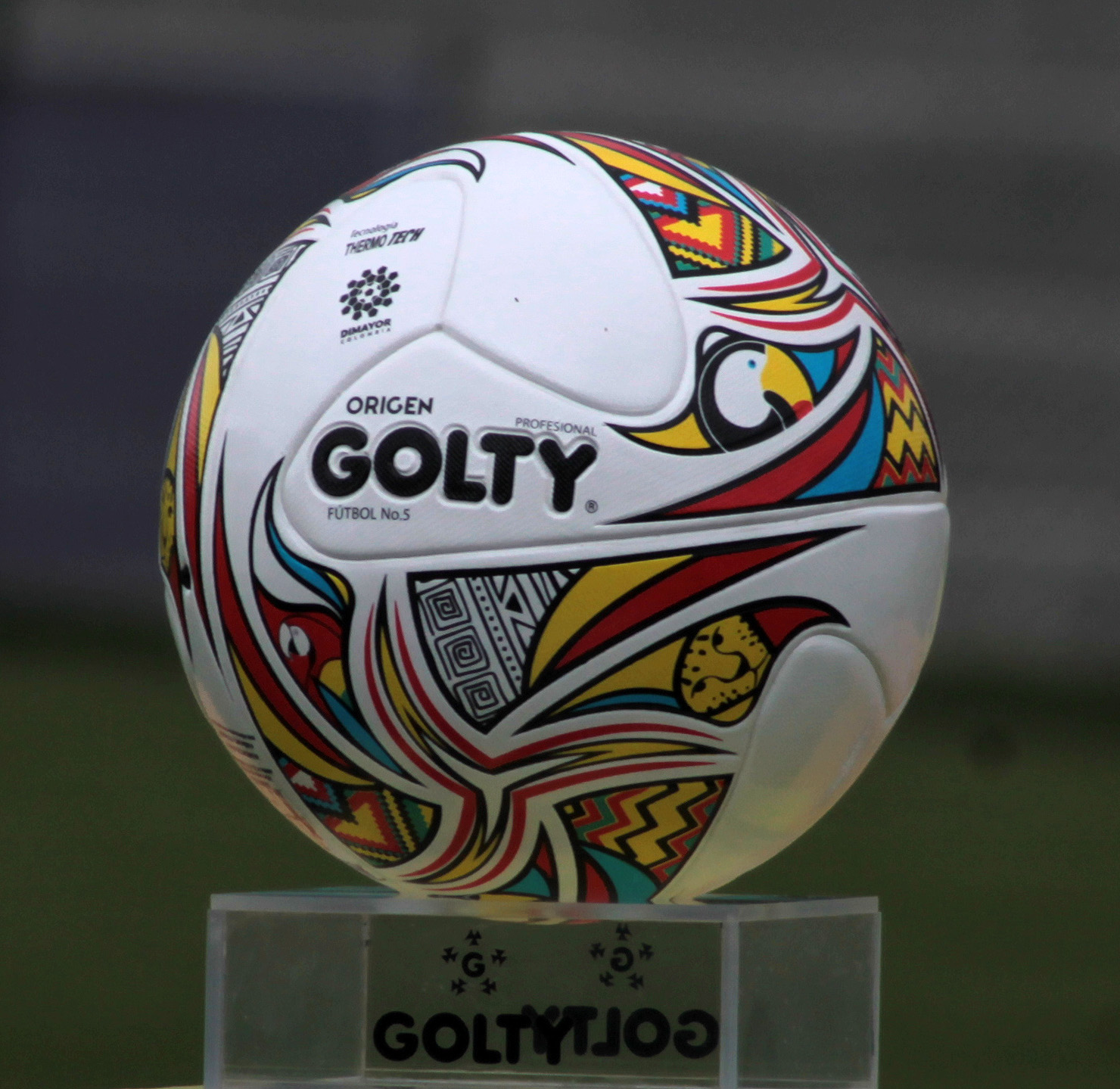
Origen, el balón oficial del fútbol colombiano en la temporada 2024.

Para esta edición, el sistema de juego fue igual al de la temporada 2023. Se mantuvo el formato de eliminación directa con llaves a partidos de ida y vuelta, las localías en cada fase fueron decididas mediante sorteo.
La Fase I enfrentó a los ocho peores equipos de la reclasificación de la Primera B contra los ocho peores equipos de la reclasificación de la Primera A. En la Fase II, se enfrentaron los ocho ganadores de la Fase I contra los ocho mejores equipos de la reclasificación de la segunda categoría en 2023. En la Fase III, los ocho ganadores de la ronda anterior se enfrentaron entre ellos y los cuatro ganadores avanzaron a la Fase IV (octavos de final) para ser sorteados con los doce mejores equipos de la reclasificación de la primera división. Posteriormente se disputaron fases de eliminación directa a partir de cuartos de final hasta llegar a la gran final.

## Equipos participantes
Estos fueron los equipos participantes para la edición de 2024 según el orden de aparición en el torneo.
| Categoría Primera B Puestos 9 al 16 de la Tabla de reclasificación 2023                                                                     | Categoría Primera A Puestos 13 al 20 de la Tabla de reclasificación 2023                                                           |
| Fase I | Fase I |
| --- | --- |
| - Barranquilla F. C. - Real Santander - Real Cundinamarca - Boca Juniors de Cali - Atlético F. C. - Bogotá F. C. - Orsomarso - Tigres F. C. | - Santa Fe - Atlético Bucaramanga - Deportivo Pereira - Once Caldas - Unión Magdalena - Atlético Huila - Envigado F. C. - Jaguares |

| Categoría Primera B Puestos 1 al 8 de la Tabla de reclasificación 2023                                                               | Categoría Primera A Puestos 1 al 12 de la Tabla de reclasificación 2023 |
| Fase II | Fase IV (Octavos de final) |
| --- | --- |
| - Fortaleza CEIF - Llaneros - Deportes Quindío - Patriotas - Real Cartagena - Itagüí Leones - Internacional F. C. - Cúcuta Deportivo | - Águilas Doradas - Millonarios - Atlético Nacional - Independiente Medellín - América de Cali - Junior - Deportes Tolima - Alianza F. C. - Deportivo Pasto - Boyacá Chicó - La Equidad - Deportivo Cali |

## Fase I a la III

### Fase I
Se enfrentaron los ocho peores equipos de la Categoría Primera B 2024 teniendo en cuenta la tabla de reclasificación de la Primera B 2023 y los ocho peores equipos de la Primera A basado en la reclasificación de 2023, donde los ocho equipos de la Categoría B y los ocho de la Primera A fueron sorteados en ocho llaves numeradas del 1 al 8. El sorteo de esta fase se llevó a cabo el 23 de enero de 2024.
| Fechas          | Local ida            | Global       | Local vuelta         | Ida | Vuelta | Llave |
| --------------- | -------------------- | ------------ | -------------------- | --- | ------ | ----- |
| 7 y 20 de marzo | Atlético Bucaramanga | 10:5         | Real Santander       | 6:2 | 4:3    | 1     |
| 7 y 20 de marzo | Deportivo Pereira    | 2:0          | Real Cundinamarca    | 2:0 | 0:0    | 2     |
| 6 y 21 de marzo | Bogotá F. C.         | 1:6          | Once Caldas          | 0:2 | 1:4    | 3     |
| 5 y 20 de marzo | Envigado F. C.       | 2:0          | Orsomarso            | 1:0 | 1:0    | 4     |
| 6 y 20 de marzo | Santa Fe             | 4:2          | Boca Juniors de Cali | 3:1 | 1:1    | 5     |
| 6 y 19 de marzo | Atlético F. C.       | 2:4          | Jaguares             | 1:2 | 1:2    | 6     |
| 7 y 21 de marzo | Barranquilla F. C.   | 2:4          | Atlético Huila       | 1:3 | 1:1    | 7     |
| 7 y 21 de marzo | Tigres F. C.         | 3:3 (4:2 p.) | Unión Magdalena      | 2:1 | 1:2    | 8     |

### Fase II
Se enfrentaron los 8 ganadores de la Fase I contra los ocho mejores equipos de la tabla de reclasificación de la Primera B 2023. El sorteo de esta fase se realizó el 22 de marzo de 2024.
| Fechas           | Local ida            | Global       | Local vuelta     | Ida | Vuelta | Llave |
| ---------------- | -------------------- | ------------ | ---------------- | --- | ------ | ----- |
| 10 y 24 de abril | Atlético Huila       | 3:3 (3:4 p.) | Real Cartagena   | 2:0 | 1:3    | A     |
| 9 y 25 de abril  | Fortaleza CEIF       | 3:1          | Once Caldas      | 2:1 | 1:0    | B     |
| 10 y 25 de abril | Atlético Bucaramanga | 6:0          | Patriotas        | 3:0 | 3:0    | C     |
| 9 y 24 de abril  | Deportivo Pereira    | 2:2 (4:3 p.) | Itagüí Leones    | 1:1 | 1:1    | D     |
| 10 y 25 de abril | Envigado F. C.       | 6:4          | Deportes Quindío | 3:2 | 3:2    | E     |
| 10 y 24 de abril | Llaneros             | 3:3 (3:4 p.) | Jaguares         | 2:2 | 1:1    | F     |
| 8 y 24 de abril  | Internacional        | 2:3          | Santa Fe         | 2:2 | 0:1    | G     |
| 9 y 23 de abril  | Cúcuta Deportivo     | 0:1          | Tigres F. C.     | 0:0 | 0:1    | H     |

### Fase III
En esta fase participaron los ocho clubes ganadores de la fase anterior. El sorteo de esta fase se realizó el 28 de abril de 2024.
| Fechas                    | Local ida         | Global | Local vuelta         | Ida | Vuelta | Llave |
| ------------------------- | ----------------- | ------ | -------------------- | --- | ------ | ----- |
| 15 de mayo y 28 de agosto | Santa Fe          | 2:4    | Atlético Bucaramanga | 1:1 | 1:3    | 1     |
| 8 de mayo y 29 de agosto  | Envigado F. C.    | 3:2    | Real Cartagena       | 2:0 | 1:2    | 2     |
| 9 y 16 de mayo            | Tigres F. C.      | 5:6    | Jaguares             | 5:3 | 0:3    | 3     |
| 8 y 15 de mayo            | Deportivo Pereira | 0:2    | Fortaleza CEIF       | 0:1 | 0:1    | 4     |

## Fase final

### Sorteo de emparejamientos
Los emparejamientos de la Fase IV (Octavos de final), fueron definidos en un sorteo una vez finalizada la Fase III del torneo, donde los cuatro equipos ganadores de las llaves de la fase anterior se cruzaron con los otros doce clasificados (clubes clasificados a torneos internacionales más cuatro mejores de la reclasificación 2023). Los 16 equipos fueron ubicados en un único bolillero y se sorteó la localía del partido de ida por cada llave.
| Ganadores Fase III                                                  | Equipos que ingresan a la competición |
| ------------------------------------------------------------------- | --- |
| - Atlético Bucaramanga - Envigado F. C. - Jaguares - Fortaleza CEIF | - Águilas Doradas - Millonarios - Atlético Nacional - Independiente Medellín - América de Cali - Junior - Deportes Tolima - Alianza F. C. - Deportivo Pasto - Boyacá Chicó - La Equidad - Deportivo Cali |

### Cuadro de desarrollo
|  | Octavos de final                                                                 | Octavos de final                                                                 | Octavos de final                                                                 | Octavos de final                                                                 |   |                            | Cuartos de final                                       | Cuartos de final                                       | Cuartos de final                                       | Cuartos de final                                       |  |                        | Semifinales                                       | Semifinales                                       | Semifinales                                       | Semifinales                                       |  |                 | Final                                          | Final                                          | Final                                          | Final                                          |  |
|  | 11 de septiembre al 1 de octubre (ida) 19 de septiembre al 8 de octubre (vuelta) | 11 de septiembre al 1 de octubre (ida) 19 de septiembre al 8 de octubre (vuelta) | 11 de septiembre al 1 de octubre (ida) 19 de septiembre al 8 de octubre (vuelta) | 11 de septiembre al 1 de octubre (ida) 19 de septiembre al 8 de octubre (vuelta) |   |                            | 17 al 22 de octubre (ida) 23 al 25 de octubre (vuelta) | 17 al 22 de octubre (ida) 23 al 25 de octubre (vuelta) | 17 al 22 de octubre (ida) 23 al 25 de octubre (vuelta) | 17 al 22 de octubre (ida) 23 al 25 de octubre (vuelta) |  |                        | 30 y 31 de octubre (ida) 17 de noviembre (vuelta) | 30 y 31 de octubre (ida) 17 de noviembre (vuelta) | 30 y 31 de octubre (ida) 17 de noviembre (vuelta) | 30 y 31 de octubre (ida) 17 de noviembre (vuelta) |  |                 | 12 de diciembre (ida) 15 de diciembre (vuelta) | 12 de diciembre (ida) 15 de diciembre (vuelta) | 12 de diciembre (ida) 15 de diciembre (vuelta) | 12 de diciembre (ida) 15 de diciembre (vuelta) |  |
|  |                                                                                  |                                                                                  |                                                                                  |                                                                                  |   |                            |                                                        |                                                        |                                                        |                                                        |  |                        |                                                   |                                                   |                                                   |                                                   |  |                 |                                                |                                                |                                                |                                                |  |
|  |                                                                                  |                                                                                  |                                                                                  |                                                                                  |   |                            |                                                        |                                                        |                                                        |                                                        |  |                        |                                                   |                                                   |                                                   |                                                   |  |                 |                                                |                                                |                                                |                                                |  |
|  | Deportivo Cali (p)                                                               | 0                                                                                | 3                                                                                | 3 (4)                                                                            |   |                            |                                                        |                                                        |                                                        |                                                        |  |                        |                                                   |                                                   |                                                   |                                                   |  |                 |                                                |                                                |                                                |                                                |  |
|  | Deportivo Cali (p)                                                               | 0                                                                                | 3                                                                                | 3 (4)                                                                            |   |                            |                                                        |                                                        |                                                        |                                                        |  |                        |                                                   |                                                   |                                                   |                                                   |  |                 |                                                |                                                |                                                |                                                |  |
|  | Fortaleza CEIF                                                                   | 1                                                                                | 2                                                                                | 3 (1)                                                                            |   |                            |                                                        |                                                        |                                                        |                                                        |  |                        |                                                   |                                                   |                                                   |                                                   |  |                 |                                                |                                                |                                                |                                                |  |
|  | Fortaleza CEIF                                                                   | 1                                                                                | 2                                                                                | 3 (1)                                                                            |   | Deportivo Cali             | 0                                                      | 0                                                      | 0                                                      |                                                        |  |                        |                                                   |                                                   |                                                   |                                                   |  |                 |                                                |                                                |                                                |                                                |  |
|  |                                                                                  |                                                                                  |                                                                                  |                                                                                  |   | Deportivo Cali             | 0                                                      | 0                                                      | 0                                                      |                                                        |  |                        |                                                   |                                                   |                                                   |                                                   |  |                 |                                                |                                                |                                                |                                                |  |
|  |                                                                                  |                                                                                  | América de Cali                                                                  | 2                                                                                | 0 | 2                          |                                                        |                                                        |                                                        |                                                        |  |                        |                                                   |                                                   |                                                   |                                                   |  |                 |                                                |                                                |                                                |                                                |  |
|  | La Equidad                                                                       | 0                                                                                | América de Cali                                                                  | 2                                                                                | 0 | 2                          | 0                                                      | 0                                                      |                                                        |                                                        |  |                        |                                                   |                                                   |                                                   |                                                   |  |                 |                                                |                                                |                                                |                                                |  |
|  | La Equidad                                                                       | 0                                                                                |                                                                                  |                                                                                  |   |                            |                                                        |                                                        |                                                        |                                                        |  |                        |                                                   |                                                   |                                                   |                                                   |  |                 |                                                |                                                |                                                |                                                |  |
|  | América de Cali                                                                  | 2                                                                                | 0                                                                                | 2                                                                                |   |                            |                                                        |                                                        |                                                        |                                                        |  |                        |                                                   |                                                   |                                                   |                                                   |  |                 |                                                |                                                |                                                |                                                |  |
|  | América de Cali                                                                  | 2                                                                                | 0                                                                                | 2                                                                                |   |                            |                                                        |                                                        |                                                        |                                                        |  | América de Cali (p)    | 1                                                 | 0                                                 | 1 (5)                                             |                                                   |  |                 |                                                |                                                |                                                |                                                |  |
|  |                                                                                  |                                                                                  |                                                                                  |                                                                                  |   |                            |                                                        |                                                        |                                                        |                                                        |  | América de Cali (p)    | 1                                                 | 0                                                 | 1 (5)                                             |                                                   |  |                 |                                                |                                                |                                                |                                                |  |
|  |                                                                                  |                                                                                  | Atlético Bucaramanga                                                             | 1                                                                                | 0 | 1 (4)                      |                                                        |                                                        |                                                        |                                                        |  |                        |                                                   |                                                   |                                                   |                                                   |  |                 |                                                |                                                |                                                |                                                |  |
|  | Atlético Bucaramanga (p)                                                         | 0                                                                                | Atlético Bucaramanga                                                             | 1                                                                                | 0 | 1 (4)                      | 1                                                      | 1 (4)                                                  |                                                        |                                                        |  |                        |                                                   |                                                   |                                                   |                                                   |  |                 |                                                |                                                |                                                |                                                |  |
|  | Atlético Bucaramanga (p)                                                         | 0                                                                                |                                                                                  |                                                                                  |   |                            |                                                        |                                                        |                                                        |                                                        |  |                        |                                                   |                                                   |                                                   |                                                   |  |                 |                                                |                                                |                                                |                                                |  |
|  | Millonarios                                                                      | 0                                                                                | 1                                                                                | 1 (2)                                                                            |   |                            |                                                        |                                                        |                                                        |                                                        |  |                        |                                                   |                                                   |                                                   |                                                   |  |                 |                                                |                                                |                                                |                                                |  |
|  | Millonarios                                                                      | 0                                                                                | 1                                                                                | 1 (2)                                                                            |   | Atlético Bucaramanga       | 2                                                      | 0                                                      | 2                                                      |                                                        |  |                        |                                                   |                                                   |                                                   |                                                   |  |                 |                                                |                                                |                                                |                                                |  |
|  |                                                                                  |                                                                                  |                                                                                  |                                                                                  |   | Atlético Bucaramanga       | 2                                                      | 0                                                      | 2                                                      |                                                        |  |                        |                                                   |                                                   |                                                   |                                                   |  |                 |                                                |                                                |                                                |                                                |  |
|  |                                                                                  |                                                                                  | Deportivo Pasto                                                                  | 1                                                                                | 0 | 1                          |                                                        |                                                        |                                                        |                                                        |  |                        |                                                   |                                                   |                                                   |                                                   |  |                 |                                                |                                                |                                                |                                                |  |
|  | Deportivo Pasto                                                                  | 2                                                                                | Deportivo Pasto                                                                  | 1                                                                                | 0 | 1                          | 1                                                      | 3                                                      |                                                        |                                                        |  |                        |                                                   |                                                   |                                                   |                                                   |  |                 |                                                |                                                |                                                |                                                |  |
|  | Deportivo Pasto                                                                  | 2                                                                                |                                                                                  |                                                                                  |   |                            |                                                        |                                                        |                                                        |                                                        |  |                        |                                                   |                                                   |                                                   |                                                   |  |                 |                                                |                                                |                                                |                                                |  |
|  | Deportes Tolima                                                                  | 1                                                                                | 1                                                                                | 2                                                                                |   |                            |                                                        |                                                        |                                                        |                                                        |  |                        |                                                   |                                                   |                                                   |                                                   |  |                 |                                                |                                                |                                                |                                                |  |
|  | Deportes Tolima                                                                  | 1                                                                                | 1                                                                                | 2                                                                                |   |                            |                                                        |                                                        |                                                        |                                                        |  |                        |                                                   |                                                   |                                                   |                                                   |  | América de Cali | 1                                              | 0                                              | 1                                              |                                                |  |
|  |                                                                                  |                                                                                  |                                                                                  |                                                                                  |   |                            |                                                        |                                                        |                                                        |                                                        |  |                        |                                                   |                                                   |                                                   |                                                   |  | América de Cali | 1                                              | 0                                              | 1                                              |                                                |  |
|  |                                                                                  |                                                                                  | Atlético Nacional                                                                | 3                                                                                | 3 | 6                          |                                                        |                                                        |                                                        |                                                        |  |                        |                                                   |                                                   |                                                   |                                                   |  |                 |                                                |                                                |                                                |                                                |  |
|  | Junior                                                                           | 0                                                                                | Atlético Nacional                                                                | 3                                                                                | 3 | 6                          | 2                                                      | 2 (3)                                                  |                                                        |                                                        |  |                        |                                                   |                                                   |                                                   |                                                   |  |                 |                                                |                                                |                                                |                                                |  |
|  | Junior                                                                           | 0                                                                                |                                                                                  |                                                                                  |   |                            |                                                        |                                                        |                                                        |                                                        |  |                        |                                                   |                                                   |                                                   |                                                   |  |                 |                                                |                                                |                                                |                                                |  |
|  | Independiente Medellín (p)                                                       | 2                                                                                | 0                                                                                | 2 (4)                                                                            |   |                            |                                                        |                                                        |                                                        |                                                        |  |                        |                                                   |                                                   |                                                   |                                                   |  |                 |                                                |                                                |                                                |                                                |  |
|  | Independiente Medellín (p)                                                       | 2                                                                                | 0                                                                                | 2 (4)                                                                            |   | Independiente Medellín (p) | 0                                                      | 3                                                      | 3 (3)                                                  |                                                        |  |                        |                                                   |                                                   |                                                   |                                                   |  |                 |                                                |                                                |                                                |                                                |  |
|  |                                                                                  |                                                                                  |                                                                                  |                                                                                  |   | Independiente Medellín (p) | 0                                                      | 3                                                      | 3 (3)                                                  |                                                        |  |                        |                                                   |                                                   |                                                   |                                                   |  |                 |                                                |                                                |                                                |                                                |  |
|  |                                                                                  |                                                                                  | Boyacá Chicó                                                                     | 3                                                                                | 0 | 3 (0)                      |                                                        |                                                        |                                                        |                                                        |  |                        |                                                   |                                                   |                                                   |                                                   |  |                 |                                                |                                                |                                                |                                                |  |
|  | Águilas Doradas                                                                  | 1                                                                                | Boyacá Chicó                                                                     | 3                                                                                | 0 | 3 (0)                      | 1                                                      | 2 (1)                                                  |                                                        |                                                        |  |                        |                                                   |                                                   |                                                   |                                                   |  |                 |                                                |                                                |                                                |                                                |  |
|  | Águilas Doradas                                                                  | 1                                                                                |                                                                                  |                                                                                  |   |                            |                                                        |                                                        |                                                        |                                                        |  |                        |                                                   |                                                   |                                                   |                                                   |  |                 |                                                |                                                |                                                |                                                |  |
|  | Boyacá Chicó (p)                                                                 | 2                                                                                | 0                                                                                | 2 (3)                                                                            |   |                            |                                                        |                                                        |                                                        |                                                        |  |                        |                                                   |                                                   |                                                   |                                                   |  |                 |                                                |                                                |                                                |                                                |  |
|  | Boyacá Chicó (p)                                                                 | 2                                                                                | 0                                                                                | 2 (3)                                                                            |   |                            |                                                        |                                                        |                                                        |                                                        |  | Independiente Medellín | 0                                                 | 1                                                 | 1                                                 |                                                   |  |                 |                                                |                                                |                                                |                                                |  |
|  |                                                                                  |                                                                                  |                                                                                  |                                                                                  |   |                            |                                                        |                                                        |                                                        |                                                        |  | Independiente Medellín | 0                                                 | 1                                                 | 1                                                 |                                                   |  |                 |                                                |                                                |                                                |                                                |  |
|  |                                                                                  |                                                                                  | Atlético Nacional                                                                | 2                                                                                | 0 | 2                          |                                                        |                                                        |                                                        |                                                        |  |                        |                                                   |                                                   |                                                   |                                                   |  |                 |                                                |                                                |                                                |                                                |  |
|  | Atlético Nacional                                                                | 1                                                                                | Atlético Nacional                                                                | 2                                                                                | 0 | 2                          | 2                                                      | 3                                                      |                                                        |                                                        |  |                        |                                                   |                                                   |                                                   |                                                   |  |                 |                                                |                                                |                                                |                                                |  |
|  | Atlético Nacional                                                                | 1                                                                                |                                                                                  |                                                                                  |   |                            |                                                        |                                                        |                                                        |                                                        |  |                        |                                                   |                                                   |                                                   |                                                   |  |                 |                                                |                                                |                                                |                                                |  |
|  | Alianza F. C.                                                                    | 1                                                                                | 1                                                                                | 2                                                                                |   |                            |                                                        |                                                        |                                                        |                                                        |  |                        |                                                   |                                                   |                                                   |                                                   |  |                 |                                                |                                                |                                                |                                                |  |
|  | Alianza F. C.                                                                    | 1                                                                                | 1                                                                                | 2                                                                                |   | Atlético Nacional          | 3                                                      | 2                                                      | 5                                                      |                                                        |  |                        |                                                   |                                                   |                                                   |                                                   |  |                 |                                                |                                                |                                                |                                                |  |
|  |                                                                                  |                                                                                  |                                                                                  |                                                                                  |   | Atlético Nacional          | 3                                                      | 2                                                      | 5                                                      |                                                        |  |                        |                                                   |                                                   |                                                   |                                                   |  |                 |                                                |                                                |                                                |                                                |  |
|  |                                                                                  |                                                                                  | Jaguares                                                                         | 1                                                                                | 1 | 2                          |                                                        |                                                        |                                                        |                                                        |  |                        |                                                   |                                                   |                                                   |                                                   |  |                 |                                                |                                                |                                                |                                                |  |
|  | Jaguares                                                                         | 0                                                                                | Jaguares                                                                         | 1                                                                                | 1 | 2                          | 1                                                      | 1                                                      |                                                        |                                                        |  |                        |                                                   |                                                   |                                                   |                                                   |  |                 |                                                |                                                |                                                |                                                |  |
|  | Jaguares                                                                         | 0                                                                                |                                                                                  |                                                                                  |   |                            |                                                        |                                                        |                                                        |                                                        |  |                        |                                                   |                                                   |                                                   |                                                   |  |                 |                                                |                                                |                                                |                                                |  |
|  | Envigado F. C.                                                                   | 0                                                                                | 0                                                                                | 0                                                                                |   |                            |                                                        |                                                        |                                                        |                                                        |  |                        |                                                   |                                                   |                                                   |                                                   |  |                 |                                                |                                                |                                                |                                                |  |
|  | Envigado F. C.                                                                   | 0                                                                                | 0                                                                                | 0                                                                                |   |                            |                                                        |                                                        |                                                        |                                                        |  |                        |                                                   |                                                   |                                                   |                                                   |  |                 |                                                |                                                |                                                |                                                |  |
|  |                                                                                  |                                                                                  |                                                                                  |                                                                                  |   |                            |                                                        |                                                        |                                                        |                                                        |  |                        |                                                   |                                                   |                                                   |                                                   |  |                 |                                                |                                                |                                                |                                                |  |

- Nota: La localía de las llaves fue sorteada en todas las rondas. En cada llave, el equipo que ocupa la primera línea fue local en el partido de vuelta.

- La hora de cada encuentro corresponde a la hora legal de Colombia (UTC-5).

### Octavos de final
| 25 de septiembre | América de Cali                      | 2:0 (2:0) | La Equidad | Estadio Pascual Guerrero, Cali |                            |
| 18:30            | - Álvarez Balanta 18' - Quiñónes 26' | Reporte   |            | Árbitro(s): Lizmair Suárez     | Árbitro(s): Lizmair Suárez |

| 2 de octubre | La Equidad | 0:0     | América de Cali | Estadio El Campín, Bogotá  |                            |
| 18:00        |            | Reporte |                 | Árbitro(s): David Espinosa | Árbitro(s): David Espinosa |

| 17 de septiembre | Fortaleza CEIF | 1:0 (0:0) | Deportivo Cali | Estadio Metropolitano de Techo, Bogotá |                            |
| 20:00            | Ramírez 84'    | Reporte   |                | Árbitro(s): Carlos Márquez             | Árbitro(s): Carlos Márquez |

| 24 de septiembre | Deportivo Cali                                 | 3:2 (2:0) (4:1 p.)         | Fortaleza CEIF                | Estadio Deportivo Cali, Palmira |                            |
| 19:00            | - Colmán 6' - Bustamante 29' - Estupiñán 90+6' | Reporte                    | - Murillo 47' - Díaz 62'      | Árbitro(s): David Espinosa      | Árbitro(s): David Espinosa |
|                  |                                                | Tiros desde el punto penal |                               |                                 |                            |
|                  | Montero · Rea · Andrade · Estupiñán            |                            | Díaz · N. Rodríguez · Murillo |                                 |                            |

| 17 de septiembre | Deportes Tolima | 1:2 (1:2) | Deportivo Pasto            | Estadio Manuel Murillo Toro, Ibagué |                        |
| 19:00            | Gil 18'         | Reporte   | - Moreno 13' - Londoño 25' | Árbitro(s): José Ortiz              | Árbitro(s): José Ortiz |

| 2 de octubre | Deportivo Pasto | 1:1 (1:1) | Deportes Tolima | Estadio Departamental Libertad, Pasto |                            |
| 19:30        | Castilla 4'     | Reporte   | Esparragoza 30' | Árbitro(s): Carlos Márquez            | Árbitro(s): Carlos Márquez |

| 1 de octubre | Millonarios | 0:0     | Atlético Bucaramanga | Estadio El Campín, Bogotá    |                              |
| 20:00        |             | Reporte |                      | Árbitro(s): Mauricio Mercado | Árbitro(s): Mauricio Mercado |

| 8 de octubre | Atlético Bucaramanga                             | 1:1 (1:0) (4:2 p.)         | Millonarios                            | Estadio Américo Montanini, Bucaramanga |                             |
| 20:00        | Ponce 26'                                        | Reporte                    | Mosquera 51'                           | Árbitro(s): Nolberto Ararat            | Árbitro(s): Nolberto Ararat |
|              |                                                  | Tiros desde el punto penal |                                        |                                        |                             |
|              | Rangel · Hinestroza · Zárate · Zapata · Sambueza |                            | Arias · L. Castro · Banguero · Ramírez |                                        |                             |

| 11 de septiembre | Independiente Medellín       | 2:0 (0:0) | Junior | Estadio Metropolitano Ciudad de Itagüí, Itagüí |                             |
| 18:00            | - Sandoval 49' - Perlaza 55' | Reporte   |        | Árbitro(s): Carlos Betancur                    | Árbitro(s): Carlos Betancur |

| 2 de octubre | Junior                                     | 2:0 (1:0) (3:4 p.)         | Independiente Medellín                                | Estadio Metropolitano Roberto Meléndez, Barranquilla |                           |
| 20:00        | - Rodríguez 34' (pen.) - Castrillón 48'    | Reporte                    |                                                       | Árbitro(s): Héctor Rivera                            | Árbitro(s): Héctor Rivera |
|              |                                            | Tiros desde el punto penal |                                                       |                                                      |                           |
|              | Bacca · Herrera · Zalazar · Pérez · Berrío |                            | L. Chaverra · F. Chaverra · Martínez · Aja · Torijano |                                                      |                           |

| 18 de septiembre | Boyacá Chicó                  | 2:1 (1:0) | Águilas Doradas | Estadio La Independencia, Tunja |                            |
| 19:00            | - Uzcátegui 12' - Baquero 88' | Reporte   | Ramos 74'       | Árbitro(s): Wilmar Montaño      | Árbitro(s): Wilmar Montaño |

| 2 de octubre | Águilas Doradas                        | 1:0 (1:0) (1:3 p.)         | Boyacá Chicó                         | Estadio Arturo Cumplido Sierra, Sincelejo |                            |
| 18:30        | Quiñónes 35' (pen.)                    | Reporte                    |                                      | Árbitro(s): Lizmair Suárez                | Árbitro(s): Lizmair Suárez |
|              |                                        | Tiros desde el punto penal |                                      |                                           |                            |
|              | Quiñónes · Pineda · Estacio · Oliveros |                            | Lozano · Támara · Pimentel · Sánchez |                                           |                            |

| 16 de septiembre | Alianza F. C.      | 1:1 (0:1) | Atlético Nacional | Estadio Armando Maestre Pavajeau, Valledupar |                          |
| 18:30            | Camargo 83' (pen.) | Reporte   | Morelos 35'       | Árbitro(s): Luis Matorel                     | Árbitro(s): Luis Matorel |

| 19 de septiembre | Atlético Nacional         | 2:1 (1:1) | Alianza F. C. | Estadio Atanasio Girardot, Medellín |                             |
| 19:30            | - Román 34' - Tesillo 77' | Reporte   | Muñoz 39'     | Árbitro(s): Carlos Betancur         | Árbitro(s): Carlos Betancur |

| 17 de septiembre | Envigado F. C. | 0:0     | Jaguares | Estadio Polideportivo Sur, Envigado |                           |
| 16:00            |                | Reporte |          | Árbitro(s): Jairo Mayorga           | Árbitro(s): Jairo Mayorga |

| 2 de octubre | Jaguares    | 1:0 (0:0) | Envigado F. C. | Estadio Jaraguay, Montería  |                             |
| 18:00        | Padilla 47' | Reporte   |                | Árbitro(s): Ferney Trujillo | Árbitro(s): Ferney Trujillo |

### Cuartos de final
| 17 de octubre | América de Cali         | 2:0 (1:0) | Deportivo Cali | Estadio Pascual Guerrero, Cali              |                                             |
| 18:40         | Vergara 18', 72' (pen.) | Reporte   |                | Árbitro(s): Nicolás Gallo VAR: Jorge Guzmán | Árbitro(s): Nicolás Gallo VAR: Jorge Guzmán |

| 23 de octubre | Deportivo Cali | 0:0     | América de Cali | Estadio Deportivo Cali, Palmira                 |                                                 |
| 19:00         |                | Reporte |                 | Árbitro(s): Carlos Betancur VAR: Ricardo García | Árbitro(s): Carlos Betancur VAR: Ricardo García |

| 17 de octubre | Deportivo Pasto | 1:2 (0:0) | Atlético Bucaramanga                 | Estadio Departamental Libertad, Pasto        |                                              |
| 20:40         | Alba 54'        | Reporte   | - Castro 60' - Carabalí 90+1' (a.g.) | Árbitro(s): David Espinosa VAR: Jhon Perdomo | Árbitro(s): David Espinosa VAR: Jhon Perdomo |

| 24 de octubre | Atlético Bucaramanga | 0:0     | Deportivo Pasto | Estadio Américo Montanini, Bucaramanga           |                                                  |
| 18:30         |                      | Reporte |                 | Árbitro(s): Ferney Trujillo VAR: Never Manjarrés | Árbitro(s): Ferney Trujillo VAR: Never Manjarrés |

| 22 de octubre | Boyacá Chicó     | 3:0 (W.O.) | Independiente Medellín                                  | Estadio La Independencia, Tunja                 |                                                 |
| 20:10 | Gómez 15' (pen.) | Reporte    | - García 3' - L. Chaverra 30' - León 63' - Torijano 77' | Árbitro(s): Juan Pablo Alba VAR: Keiner Jiménez | Árbitro(s): Juan Pablo Alba VAR: Keiner Jiménez |
| Partido programado originalmente para el 21 de octubre a las 19:00 horas pero aplazado por bloqueos viales que impidieron la llegada del equipo visitante a la ciudad de Tunja. Aunque Independiente Medellín ganó el partido en cancha por un marcador de 1:4, la Comisión Disciplinaria del campeonato admitió una reclamación presentada por el Boyacá Chicó y sancionó al Independiente Medellín con pérdida del partido por «retirada o renuncia» y un marcador final de 3:0. |                  |            |                                                         |                                                 |                                                 |

| 25 de octubre | Independiente Medellín                                  | 3:0 (0:0) (3:0 p.)         | Boyacá Chicó               | Estadio Atanasio Girardot, Medellín          |                                              |
| 20:30         | - Perlaza 78' - L. Chaverra 87' (pen.) - Sandoval 90+4' | Reporte                    |                            | Árbitro(s): Steven Camargo VAR: Jorge Guzmán | Árbitro(s): Steven Camargo VAR: Jorge Guzmán |
|               |                                                         | Tiros desde el punto penal |                            |                                              |                                              |
|               | L. Chaverra · Martínez · Sandoval · Fory                |                            | Lozano · Pimentel · Plazas |                                              |                                              |

| 19 de octubre | Jaguares  | 1:3 (1:2) | Atlético Nacional                 | Estadio Jaraguay, Montería                     |                                                |
| 17:00         | Lenis 25' | Reporte   | - Morelos 20', 24' - Asprilla 79' | Árbitro(s): Steven Camargo VAR: Fernando Acuña | Árbitro(s): Steven Camargo VAR: Fernando Acuña |

| 24 de octubre | Atlético Nacional           | 2:1 (1:1) | Jaguares  | Estadio Atanasio Girardot, Medellín           |                                               |
| 20:30         | - Viveros 15' - Cardona 88' | Reporte   | Ceter 28' | Árbitro(s): Wilmar Montaño VAR: Luis Trujillo | Árbitro(s): Wilmar Montaño VAR: Luis Trujillo |

### Semifinales
| 31 de octubre | Atlético Nacional                        | 2:0 (1:0) | Independiente Medellín | Estadio Atanasio Girardot, Medellín            |                                                |
| 20:00         | - Sarmiento 37' - Ceppelini 90+3' (pen.) | Reporte   |                        | Árbitro(s): Wilmar Roldán VAR: Juan Pablo Alba | Árbitro(s): Wilmar Roldán VAR: Juan Pablo Alba |

| 17 de noviembre | Independiente Medellín | 1:0 (0:0) | Atlético Nacional | Estadio Atanasio Girardot, Medellín         |                                             |
| 19:30           | García 90'             | Reporte   |                   | Árbitro(s): José Ortiz VAR: Never Manjarrés | Árbitro(s): José Ortiz VAR: Never Manjarrés |

| 30 de octubre | Atlético Bucaramanga | 1:1 (0:1) | América de Cali | Estadio Américo Montanini, Bucaramanga   |                                          |
| 20:00         | Castro 77'           | Reporte   | Zapata 40'      | Árbitro(s): Andrés Rojas VAR: Luis Picón | Árbitro(s): Andrés Rojas VAR: Luis Picón |

| 17 de noviembre | América de Cali                                       | 0:0 (5:4 p.)               | Atlético Bucaramanga                                       | Estadio Pascual Guerrero, Cali             |                                            |
| 17:15           |                                                       | Reporte                    |                                                            | Árbitro(s): Luis Matorel VAR: Jhon Perdomo | Árbitro(s): Luis Matorel VAR: Jhon Perdomo |
|                 |                                                       | Tiros desde el punto penal |                                                            |                                            |                                            |
|                 | Vergara · Zapata · Bocanegra · Barrios · Ramos · Soto |                            | Castañeda · Castro · L. Vásquez · Rangel · Sambueza · Mena |                                            |                                            |

### Final
| 12 de diciembre | Atlético Nacional                          | 3:1 (1:1) | América de Cali | Estadio Atanasio Girardot, Medellín                  |                                                      |
| 19:30           | - Román 30' - Hinestroza 49' - Morelos 72' | Reporte   | Vergara 6'      | Árbitro(s): Bismarks Santiago VAR: Lisandro Castillo | Árbitro(s): Bismarks Santiago VAR: Lisandro Castillo |

| 15 de diciembre | América de Cali | 0:3 (W.O.) | Atlético Nacional | Estadio Pascual Guerrero, Cali              |                                             |
| 17:00 |                 | Reporte    |                   | Árbitro(s): José Ortiz VAR: Juan Pablo Alba | Árbitro(s): José Ortiz VAR: Juan Pablo Alba |
| El partido fue finalizado por falta de garantías al minuto 85 con el marcador 0:0 debido a incidentes en las tribunas del estadio por parte de aficionados del América de Cali, posteriormente la Comisión Disciplinaria del Campeonato decretó victoria de Atlético Nacional por 3:0. |                 |            |                   |                                             |                                             |

|                                      |
| Bandera de Colombia                  |
| Campeón Atlético Nacional 7.º título |

## Estadísticas

### Tabla general
| Pos. | Equipos                   | PJ | PG | PE | PP | GF | GC | Dif. | Pts. | Rend.  |
| ---- | ------------------------- | -- | -- | -- | -- | -- | -- | ---- | ---- | ------ |
| 1.   | Atlético Nacional(n)      | 8  | 6  | 1  | 1  | 16 | 6  | 10   | 19   | 79.2 % |
| 2.   | América de Cali(n)        | 8  | 3  | 3  | 2  | 6  | 7  | –1   | 12   | 50 %   |
| 3.   | Atlético Bucaramanga      | 12 | 6  | 6  | 0  | 23 | 10 | 13   | 24   | 66.7 % |
| 4.   | Independiente Medellín(n) | 6  | 3  | 0  | 3  | 6  | 7  | –1   | 9    | 50 %   |
| 5.   | Jaguares                  | 10 | 4  | 3  | 3  | 16 | 15 | 1    | 15   | 50 %   |
| 6.   | Boyacá Chicó(n)           | 4  | 2  | 0  | 2  | 5  | 5  | 0    | 6    | 50 %   |
| 7.   | Deportivo Pasto(n)        | 4  | 1  | 2  | 1  | 4  | 4  | 0    | 5    | 41.7 % |
| 8.   | Deportivo Cali(n)         | 4  | 1  | 1  | 2  | 5  | 3  | 2    | 4    | 33.3 % |
| 9.   | Fortaleza CEIF            | 6  | 5  | 0  | 1  | 8  | 4  | 4    | 15   | 83.3 % |
| 10.  | Águilas Doradas(n)        | 2  | 1  | 0  | 1  | 2  | 2  | 0    | 3    | 50 %   |
| 11.  | Junior(n)                 | 2  | 1  | 0  | 1  | 2  | 2  | 0    | 3    | 50 %   |
| 12.  | Millonarios(n)            | 2  | 0  | 2  | 0  | 1  | 1  | 0    | 1    | 16.7 % |
| 13.  | Deportes Tolima(n)        | 2  | 0  | 1  | 1  | 2  | 3  | –1   | 1    | 16.7 % |
| 14.  | Envigado F. C.            | 2  | 0  | 1  | 1  | 0  | 1  | –1   | 1    | 16.7 % |
| 15.  | La Equidad(n)             | 2  | 0  | 1  | 1  | 0  | 2  | –2   | 1    | 16.7 % |
| 16.  | Alianza F. C.             | 2  | 0  | 0  | 2  | 2  | 3  | –1   | 0    | 0 %    |
| 17.  | Tigres F. C.              | 6  | 3  | 1  | 2  | 9  | 9  | 0    | 10   | 55.6 % |
| 18.  | Santa Fe                  | 6  | 2  | 3  | 1  | 9  | 9  | 0    | 9    | 50 %   |
| 19.  | Real Cartagena            | 4  | 2  | 0  | 2  | 5  | 6  | –1   | 6    | 50 %   |
| 20.  | Deportivo Pereira         | 6  | 1  | 3  | 2  | 4  | 4  | 0    | 4    | 22.2 % |
| 21.  | Atlético Huila            | 4  | 2  | 1  | 1  | 7  | 5  | 2    | 7    | 58.3 % |
| 22.  | Once Caldas               | 4  | 2  | 0  | 2  | 7  | 4  | 3    | 6    | 50 %   |
| 23.  | Llaneros                  | 2  | 0  | 2  | 0  | 3  | 3  | 0    | 2    | 33.3 % |
| 24.  | Itagüí Leones             | 2  | 0  | 2  | 0  | 2  | 2  | 0    | 2    | 33.3 % |
| 25.  | Internacional F. C.       | 2  | 0  | 1  | 1  | 2  | 3  | –1   | 1    | 16.7 % |
| 26.  | Cúcuta Deportivo          | 2  | 0  | 1  | 1  | 0  | 1  | –1   | 1    | 16.7 % |
| 27.  | Deportes Quindio          | 2  | 0  | 0  | 2  | 4  | 6  | –2   | 0    | 0 %    |
| 28.  | Patriotas                 | 2  | 0  | 0  | 2  | 0  | 6  | –6   | 0    | 0 %    |
| 29.  | Unión Magdalena           | 2  | 1  | 0  | 1  | 3  | 3  | 0    | 3    | 50 %   |
| 30.  | Barranquilla F. C.        | 2  | 0  | 1  | 1  | 2  | 4  | –2   | 1    | 16.7 % |
| 31.  | Boca Juniors de Cali      | 2  | 0  | 1  | 1  | 2  | 4  | –2   | 1    | 16.7 % |
| 32.  | Real Cundinamarca         | 2  | 0  | 1  | 1  | 0  | 2  | –2   | 1    | 16.7 % |
| 33.  | Atlético F. C.            | 2  | 0  | 0  | 2  | 2  | 4  | –2   | 0    | 0 %    |
| 34.  | Orsomarso                 | 2  | 0  | 0  | 2  | 0  | 2  | –2   | 0    | 0 %    |
| 35.  | Real Santander            | 2  | 0  | 0  | 2  | 5  | 10 | –5   | 0    | 0 %    |
| 36.  | Bogotá F. C.              | 2  | 0  | 0  | 2  | 1  | 6  | –5   | 0    | 0 %    |

Nota: Águilas Doradas, Millonarios, Atlético Nacional, Independiente Medellín, América de Cali, Junior, Deportes Tolima, Alianza F. C., Deportivo Pasto, Boyacá Chicó, La Equidad y Deportivo Cali clasificaron directamente a octavos de final, por lo que jugaron menos partidos que el resto de equipos.
|  |                                  |
|  | Campeón.                         |
|  | Finalista.                       |
|  | Clasificados a semifinales.      |
|  | Clasificados a cuartos de final. |
|  | Clasificados a octavos de final. |
|  | Eliminados en fases anteriores.  |

### Goleadores
| Jugador                | Equipo               | Goles |
| ---------------------- | -------------------- | ----- |
| Carlos Lucumí          | Atlético Huila       | 5     |
| Alfredo Morelos        | Atlético Nacional    | 4     |
| Misael Martínez        | Atlético Bucaramanga | 4     |
| Daniel Mosquera        | Atlético Bucaramanga | 3     |
| Orles Aragón           | Tigres F. C.         | 3     |
| Daniel Moreno Mosquera | Santa Fe             | 3     |
| Yeison Moreno          | Envigado F. C.       | 3     |
| Duván Vergara          | América de Cali      | 3     |

Fuente: Besoccer